# Resolution 1711 des UN-Sicherheitsrates
Die Resolution 1711 des UN-Sicherheitsrates ist eine Resolution, die der Sicherheitsrat der Vereinten Nationen am 29. September 2006 auf seiner 5541. Sitzung einstimmig angenommen hat. Gegenstand der Resolution ist die Verlängerung des Mandats der Mission de l’Organisation des Nations Unies en République Démocratique du Congo (MONUC) bis zum 15. Februar 2007, wobei die Stärke unverändert beibehalten wurde.
Der Sicherheitsrat berief sich auf seiner früheren Resolutionen, welche die Demokratische Republik Kongo betreffen, insbesondere die Resolutionen 1565, 1592, 1596, 1621, 1628, 1635, 1671 und 1693, sowie auf seine Resolutionen 1650, 1669 und 1692 zur Situation in Burundi und in der Region der großen Seen Afrikas.
Der Sicherheitsrat kritisierte und verurteilte die Zusammenstöße zwischen bewaffneten Anhängern der beiden Stichkandidaten in Kinshasa vom 20. bis 22. August 2006, die Fortsetzung der Feindlichkeiten zwischen Freischärlern und bewaffneten ausländischen Einheiten im östlichen Teil des Landes und die Verletzung von Menschenrechten durch diese und durch bestimmte Einheiten der Streitkräfte der Demokratischen Republik Kongo (FARDC), sowie die fortdauernden Verstöße gegen das durch die UN-Resolution 1493 verhängte und mit Resolution 1596 ausgeweitete Waffenembargo.
Aufgrund des 22. Berichts des Generalsekretärs der Vereinten Nationen über MONUC vom 22. September 2006 (Dokument S/2006/759) entschied der Sicherheitsrat unter Kapitel VII der Charta der Vereinten Nationen auf die Verlängerung des Mandates bis zum 15. Februar 2007, einschließlich der Beibehaltung der erhöhten Personalstärke der Soldaten und zivilen Polizeikräfte bis zu diesem Datum. Mit der Sicherheitsratsresolution 1669 war der Generalsekretär ermächtigt worden, Einheiten der Mission der Vereinten Nationen in Burundi umzugruppieren und MONUC zu unterstellen. Diese Autorisierung verlängerte das Gremium vor dem Hintergrund des Auslaufens der ONUB-Mission nur bis zum 31. Dezember 2006. (Der Rat beschloss in diesem Zusammenhang, bis zu diesem Datum sicherzustellen, dass auch anschließend MONUC über eine ausreichende Stärke zur Erfüllung des Mandats verfügt.)
Am 15. Februar 2007 wurde mit der Resolution 1742 (2007) das Mandat von MONUC bis zum 15. April verlängert.